# 西北阿肯色州
西北阿肯色( NWA )是美国阿肯色州的一个地理分区，也是一个经济分区和都会区。该分区这个地区位于奥扎克山脉内。在一般意义上包括阿肯色州西北部的本顿县，华盛顿县和麦迪逊县，它包括该州前十大城市中的四个：费耶特维尔、斯普林代尔、罗杰斯和本顿维尔，这些城市及其周边的居民点所组成的都会区是阿肯色州第二大都会区，仅次于州府小石城。美国人口普查局定义的费耶特维尔-斯普林代尔-罗杰斯大都会统计区包括3213.01平方英里（8321.7平方公里）和576,403名居民（截至2022年），NWA位列美国人口最多的大都市区统计区第98位，在美国增长最快的都会区中排名第13位。
其中本顿维尔作为世界零售之都而闻名于世，因为它是沃尔玛的总部所在地。斯普林代尔是财富75强公司泰森食品公司的所在地，泰森食品公司是世界领先的家禽和牛肉生产商，也是第二大猪肉生产商。位于洛厄尔的JB Hunt Transport Services是美国最大的公营整车运输公司，在加拿大和墨西哥拥有国际网络。
值得注意的是西北阿肯色和阿肯色州西北部地区并不是一个概念（见最下方的阿肯色地理分区地图）。

## 历史
阿肯色州西北部地区在欧洲殖民者到来前就有印第安人的活动，居住在密蘇里州的奧塞奇族將這裡作為狩獵場。奧賽奇族人離開他們的居所，在現今的本頓縣打獵幾個月，然後返回。在殖民者到来后，这里逐渐成为了法国和西班牙的殖民范围。但法国和西班牙并没有实际控制这里，因为这里人口稀少也没有战略性的地理要素，而且远离法国和西班牙殖民地的经济和行政中心（法国的新法兰西—路易斯安那的南部经济中心是新奥尔良，西班牙的新西班牙总督区的经济中心是墨西哥城）。地处边境地带的阿肯色西北部在西班牙和法国之间来回易手。
在1803年著名的路易斯安那购地事件中，法国将包括阿肯色在内的路易斯安那殖民地以1500万美元的价格出售给建国不久的美国。但即便在1834年阿肯色建州后这里仍长期是人口稀少的偏远地带。南北战争期间，豌豆岭战役和其他的一系列战斗摧毁了阿肯色西北部的大部分城镇。本顿维尔在1870年代重建，此后一直是偏僻的农村地带。
19世纪末铁路运输的进步和西罗亚温泉的开发让阿肯色州西北部得到了一定的经济繁荣，但这些温泉的名气太小，加上地理位置过于偏僻，这里并没有长足发展。不过阿肯色大学的设立对费耶特维尔的影响比较大，这座城市目前是该州学士学历比例最高的城市。
1962年，山姆沃尔顿在本顿维尔创建了沃尔玛。这是阿肯色州近一个世纪以来最成功的产业崛起案例。沃尔玛从80年代开始快速扩张，由此带来了大量的税收收入和白领工作岗位，以本顿维尔为首的几个城市迅速成为后起之秀，为了把这些城市和阿肯色州西北部地区的其他没有快速发展的地区区分开，西北阿肯色这个概念应运而生，由当地商界领袖提出并使用（西北阿肯色州因西北阿肯色州理事会的努力而闻名，它是一个由社区和商界领袖组成的协会，于1990年正式成立，旨在促进区域化和地区利益相关者之间的合作）。使用该地区名称的另一项重大举措是西北阿肯色国家机场（通常以其IATA 机场代码XNA 来提及），该机场于1998年启用。
1990年至2010年间，西北阿肯色的人口翻了一番。人口增长的推动因素是总部设在NWA的三大财富500强公司：沃尔玛、泰森食品和JB Hunt Transport Services, Inc.，以及吸引到该地区的1,700多家供应商和销售商。这些大型企业和NWA的商业氛围。西罗亚温泉还有几家大型私人雇主，例如西蒙斯食品公司 (Simmons Foods)。该地区还对基础设施进行了大量投资，包括水晶桥美国艺术博物馆、沃尔玛AMP和NWA Razorback地区绿道。

## 人口
西北阿肯色州是该州第二大人口中心，仅次于阿肯色州中部（小石城所在地）。这两个地区的人口分别在全国排名第105位和第80位。该地区是阿肯色州人口增长最快的地区，在美国人口增长最快的地区中排名第12名，2010年至2020年间增长率为24.22%。西北阿肯色不是一个郊区模式的中心城市，而是一个随着时间的推移，各个互不相连的城市不断发展和合并的统一区域。因此美国人口普查局的官方名称费耶特维尔-斯普林代尔-罗杰斯大都会统计区只是命名时该地区三个最大城市。
阿肯色州西北部一半以上的人口居住在最大的四个城市：费耶特维尔、斯普林代尔、罗杰斯和本顿维尔，每个城市的人口特征与其最大的雇主相符。阿肯色大学所在地费耶特维尔拥有学士学位或更高学历的25岁以上成年人比例最高，为44.8%，明显高于其他社区，与主要大都市区一致。本顿维尔是沃尔玛内部白领和辅助供应商社区的所在地，是该地区人均收入最高的地区。斯普林代尔和罗杰斯拥有重要的制造业和建筑业，相应地蓝领工人和主要外国出生人口的比例也很高。斯普林代尔和罗杰斯超过10%的企业为西班牙裔所有。
阿肯色州西北部大约一半的居民是从其他州或国家移居的。
| 调查年                                                        | 人口    | 备注 | %±    |
| ------------------------------------------------------------- | ------- | ---- | ----- |
| 1840                                                          | 12,151  |      | —     |
| 1850                                                          | 18,503  |      | 52.3% |
| 1860                                                          | 31,719  |      | 71.4% |
| 1870                                                          | 39,328  |      | 24.0% |
| 1880                                                          | 55,627  |      | 41.4% |
| 1890                                                          | 77,142  |      | 38.7% |
| 1900                                                          | 85,731  |      | 11.1% |
| 1910                                                          | 83,334  |      | −2.8% |
| 1920                                                          | 86,639  |      | 4.0%  |
| 1930                                                          | 87,842  |      | 1.4%  |
| 1940                                                          | 91,793  |      | 4.5%  |
| 1950                                                          | 99,789  |      | 8.7%  |
| 1960                                                          | 101,137 |      | 1.4%  |
| 1970                                                          | 137,299 |      | 35.8% |
| 1980                                                          | 189,982 |      | 38.4% |
| 1990                                                          | 222,526 |      | 17.1% |
| 2000                                                          | 325,364 |      | 46.2% |
| 2010                                                          | 440,121 |      | 35.3% |
| 2020                                                          | 546,725 |      | 24.2% |
| 2022年估计                                                    | 576,403 |      | 5.4%  |
| U.S. Decennial Census 1790–1960 1900–1990 1990–2000 2010–2016 |         |      |       |

| 本顿县     | 258,291   | 847.36    | 2,194.65   | 2,194.65   | 261.2 | 100.85 | 100.85 |
| 华盛顿县   | 228,049   | 941.97    | 2,439.69   | 2,439.69   | 215.6 | 83.24  | 83.24  |
| 麦迪逊县   | 16,072    | 834.26    | 2,160.72   | 2,160.72   | 18.8  | 7.26   | 7.26   |
| 西北阿肯色 | 525,032   | 3,163.07  | 8,192.31   | 8,192.31   | 166.0 | 64.09  | 64.09  |
| 阿肯色州   | 2,988,248 | 52,035.48 | 134,771.27 | 134,771.27 | 56.0  | 21.62  | 21.62  |

### 种族和民族
该地区的多样性低于阿肯色州和美国的平均水平，其中黑人人口仅占1.9%，是造成这一比例差异的主要原因，而且这个比例比阿肯色州的比例低得多。自20世纪90年代以来，阿肯色州西北部和全州也出现了非白人人口比例不断增加以及从农村地区向城市地区移民的全国趋势，尽管非白人人口增长落后于全国平均水平。历史上，由于丘陵地形和岩石土壤不适合大规模种植棉花，种植园的发展受限，当地主要由白人定居，在小农场从事自给农业，而不是肥沃平坦的阿肯色三角洲典型的种植园农业的奴隶密集型劳动力。这也导致南北战争前夕这里的居民更倾向于反对奴隶制。

## 经济
繁荣的繁荣伴随着该地区人口的大幅增长，使西北阿肯色取得了经济成功。许多移民来自阿肯色州东北部和阿肯色州中部，在这个蓬勃发展的地区工作。1990年至2000年间，阿肯色州人口增长了13.7%，但其中三分之一的增长来自两个县的大都市统计区。本顿县和华盛顿县在1990年至2000年间增长了47%。当时几乎所有搬到这些县的人口都来自加利福尼亚州、俄克拉荷马州、密苏里州、堪萨斯州、德克萨斯州和阿肯色州其他地区。据估计，到2004年12月，西北阿肯色的两个县的人口约为373,055人，2020年已经增加到546725人。即使在次贷危机期间，西北阿肯色的就业增长也达到了8.2%。根据劳工统计局的数据，2008年2月西北阿肯色地区的整体失业率为4.1%。这一失业率使西北阿肯色在美国369个大都市区中排名第41位。根据美国人口普查局的最新数据，西北阿肯色的人均收入为31,191美元。

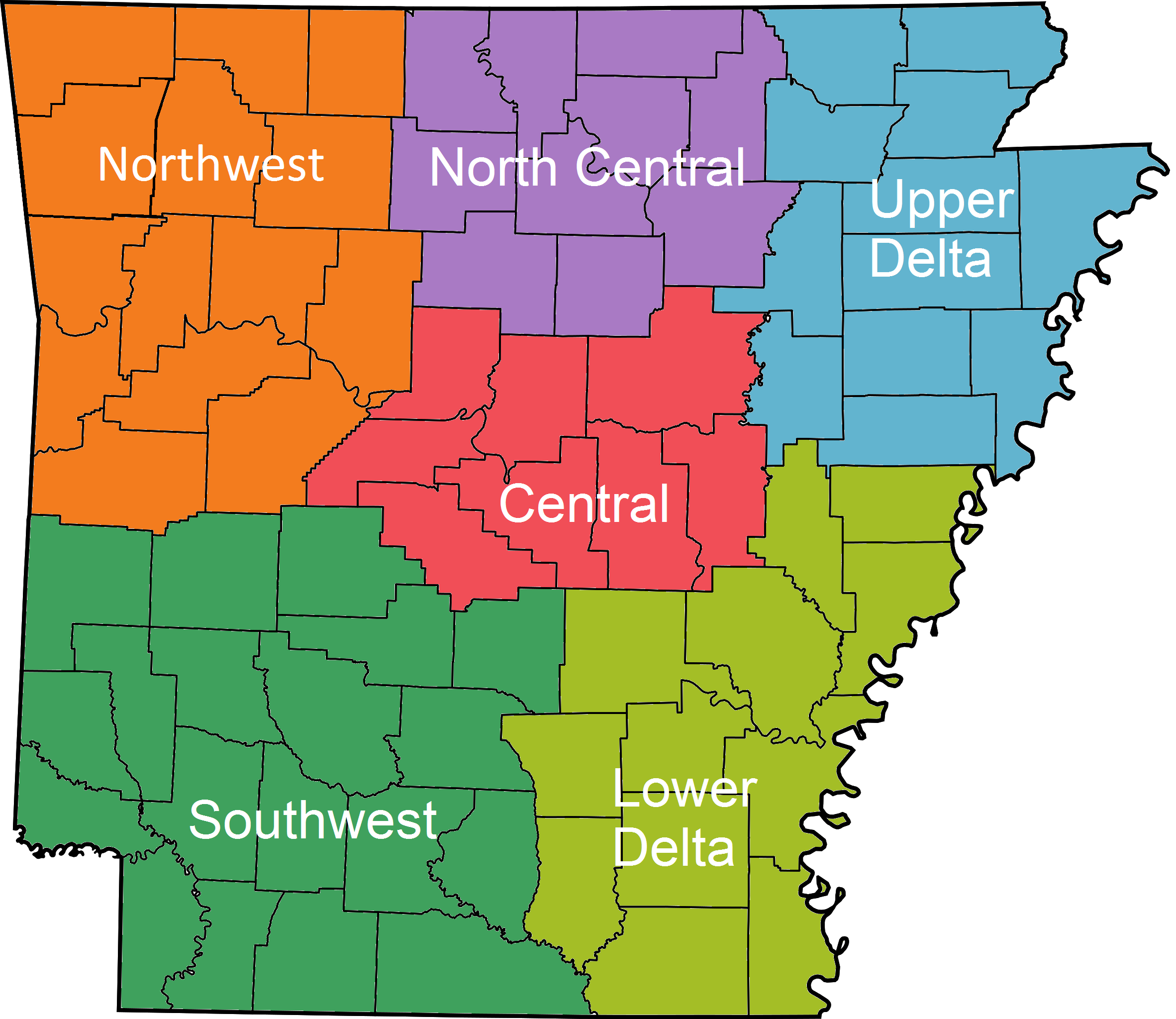
阿肯色州的地理分区，注意阿肯色州西北部（橙色）和上文简介框内的地图里的红色部分覆盖区域不一样。